# Bischoffsheim
Bischoffsheim é uma comuna francesa na região administrativa de Grande Leste, no departamento Baixo Reno. 